# Jacqueline Janet
Jaqueline Janet (Parigi, 21 dicembre 1919 – Neuilly-sur-Seine, 11 marzo 2016) è stata una modella francese, vincitrice del titolo di Miss Francia 1937.
È stata la quattordicesima vincitrice del concorso, eletta Miss Francia a Parigi.